# Селище (Владимирская область)
Селище — деревня в Вязниковском районе Владимирской области России, входит в состав муниципального образования «Город Вязники».

## География
Деревня расположена в 4 км на юго-восток от райцентра Вязники.

## История
В конце XIX — начале XX века деревня входила в составе Нагуевской волости Вязниковского уезда, с 1926 года — в составе Вязниковской волости. В 1859 году в деревне числился 31 двор, в 1905 году — 41 двор, в 1926 году — 56 дворов.
С 1929 года деревня являлась центром Селищинского сельсовета Вязниковского района, с 1940 года — в составе Вязниковского сельсовета, с 1954 года — в составе Федурниковского сельсовета, с 1968 года — в составе Пролетарского сельсовета, с 2001 года — в составе Нововязниковского сельского округа, с 2005 года — в составе муниципального образования «Город Вязники».

## Население
| 1859 | 1905 | 1926 | 2002 | 2010 | 2021 |
| ---- | ---- | ---- | ---- | ---- | ---- |
| 222  | ↗269 | ↗329 | ↘140 | ↗157 | ↘111 |